# Montejo
Montejo er et mexicansk ølmærke. Øllet er af typen pilsner, og den blev lanceret i 1960. Produktionen blev overtaget af Grupo Modelo i 1979. I 1999 fik ølmærket et nyt design. Øllet kommer fra Mérida, og det er meget populært i det sydøstlige Mexico.